# Барамія Михайло Іванович
Михайло Іванович Барамія (1905, село Лесічене Зугдідського повіту Кутаїської губернії, тепер Республіка Грузія — липень 1959, тепер Республіка Грузія) — радянський діяч, 1-й секретар Аджарського та Абхазького обкомів КП(б)Г, 2-й секретар КП(б) Грузії. Член Бюро ЦК КП(б) Грузії з 1943 по листопад 1951 і з 14 квітня по 20 вересня 1953 року. Депутат Верховної Ради СРСР 1—3-го скликань (у 1941—1951 роках).

## Біографія
Народився в родині селянина-бідняка. У 1923 році вступив до комсомолу. У 1925 році закінчив школу в місті Сенакі Грузинської РСР.
Перебував на комсомольській роботі. З 1925 по вересень 1926 року — відповідальний секретар Сенакського повітового комітету товариства «Авіахім» Грузинської РСР.
У вересні 1926 — червні 1927 року — слухач кооперативних курсів при Закавказькому комуністичному університеті імені 26 бакинських комісарів у місті Тифлісі.
Член ВКП(б) з липня 1928 року.
У червні 1927 — жовтні 1931 року — керуючий справами, інструктор, завідувач відділу культури і пропаганди, завідувач організаційного відділу Сенакського повітового комітету КП(б) Грузії.
У жовтні 1931 — квітні 1932 року — завідувач культурно-масового відділу Ради професійних спілок Грузинської РСР у місті Тифлісі.
У квітні 1932 — лютому 1933 року — завідувач організаційного відділу Хобського районного комітету КП(б) Грузії.
У лютому — жовтні 1933 року — завідувач сектору чайних районів ЦК КП(б) Грузії, інструктор ЦК КП(б) Грузії.
У жовтні 1933 — листопаді 1937 року — секретар Цаленджихського районного комітету КП(б) Грузії.
У листопаді 1937 — листопаді 1938 року — 1-й секретар Орджонікідзевського районного комітету КП(б) Грузії міста Тбілісі.
У листопаді 1938 — березні 1940 року —  1-й секретар Аджарського обласного і Батумського міського комітетів КП(б) Грузії.
У березні 1940 — 20 лютого 1943 року — 1-й секретар Абхазького обласного і Сухумського міського комітетів комітету КП(б) Грузії.
10 лютого 1943 — 9 липня 1947 року — 2-й секретар ЦК КП(б) Грузії.
9 липня 1947 — 17 квітня 1948 року — секретар ЦК КП(б) Грузії з сільського господарства і заготівель.
У 1948 році закінчив заочно Вищу партійну школу при ЦК ВКП(б).
17 квітня 1948 — листопад 1951 року — 2-й секретар ЦК КП(б) Грузії.
У листопаді 1951 року заарештований органами державної безпеки СРСР. 8 грудня 1951 року виключений із ВКП(б). Перебував у в'язниці. 8 квітня 1953 року — звільнений.
15 квітня — вересень 1953 року — міністр сільського господарства і заготівель Грузинської РСР.
З листопада 1953 року — директор Напареульського виноградного радгоспу об'єднання «Самтрест» села Напареулі Телавського району Грузинської РСР.
Помер в липні 1959 року.

## Нагороди
- два ордени Леніна (24.02.1941)
- орден Вітчизняної війни І ст.
- орден Трудового Червоного Прапора
- медаль «За оборону Кавказу»
- медаль «За перемогу над Німеччиною у Великій Вітчизняній війні 1941—1945 рр.» (1945)
- медаль «За доблесну працю у Великій Вітчизняній війні 1941—1945 рр.»
- медалі